# John Soane
Sir John Soane (10 september 1753 — 20 januari 1837) was een Brits architect, gespecialiseerd in de neoclassicistische architectuur. Hij was de zoon van een metselaar, maar werd uiteindelijk een professor in de architectuur aan de Royal Academy of Arts in Londen en een architect verbonden aan de Office of Works. John Soane werd in 1831 geridderd.

## Vroege jaren
John Soane werd op 10 september 1753 geboren in Goring-on-Thames, een plaats in het Engelse graafschap Oxfordshire. Hij was de tweede zoon van John Soan, een metselaar van beroep, en zijn vrouw Martha; John heette aanvankelijk dus 'Soan' met zijn achternaam en zou de 'e' pas toevoegen bij zijn huwelijk in 1784. Hij kreeg zijn opleiding op een privéschool in Reading. Toen John's vader in april 1768 stierf verhuisde het gezin naar Chertsey, waar ze introkken bij John's oudere broer William. John was op dat moment 14 jaar oud, 12 jaar jonger dan William Soan, die ook metselaar was.

### Opleiding tot architect
William Soan stelde zijn broer voor aan James Peacock, een landmeter die samenwerkte met de architect George Dance de Jongere. Zo begon John zijn training als architect in Londen op 15-jarige leeftijd. Samen met Dance volgde John Soane regelmatig colleges op de Royal Academy of Arts. In 1772 vervolgde hij zijn opleiding bij de architect Henry Holland, waar hij naar eigen zeggen "elke gelegenheid had om het bouwproces in al zijn variëteiten te observeren en om bekwaamheid te krijgen in het beoordelen van het werk van kunstenaars". De Royal Academy waardeerde al snel het talent van Soane, ze kenden hem op 10 december 1772 een zilveren medaille toe voor een tekening die hij maakte van de façade van de Banqueting House in Whitehall, gevolgd door een gouden medaille op 10 december 1776 voor zijn ontwerp voor een 'triomfbrug'. In 1777 betrok John Soane een eigen woning in Hamilton Street te Londen en gaf in 1778 zijn eerste boek uit, getiteld Designs in Architecture.

### De Grand Tour
Het was in Soanes tijd gebruikelijk voor jeugdige elite om een Grand tour te maken door Europa. John Soane had in december 1777 een reisbeurs gekregen van de Royal Academy en besloot om een studiereis te maken langs de belangrijke bouwwerken van Europa, met Rome als eindbestemming. Op 18 maart 1778 verliet John Soane Engeland. Samen met zijn reisgenoot, architect Robert Furze Brettingham reisde Soane naar Parijs, waar ze onder andere het Kasteel van Versailles bezochten op 29 maart. Ze kwamen op 2 mei in Rome aan, waar Soane onder de indruk raakte van de overblijfselen van de Romeinse oudheid: "mijn aandacht wordt volledig in beslag genomen door het bekijken en het onderzoeken van de talrijke en onschatbare overblijfselen uit de Oudheid..." In Rome maakte Soane zijn eerste tekening die hij van een datum voorzag (21 mei) van Sant'Agnese fuori le mura. In juni ontmoette Soane een andere klasgenoot, de architect Thomas Hardwick, en samen maakten ze een groot aantal tekeningen en plattegronden van Romeinse gebouwen. Ze onderzochten samen het Colosseum en twee gebouwen in Tivoli; de Villa Adriana en de Tempel van Vesta.
In de herfst van 1778 ontmoette Soane Frederick Augustus Hervey, de vierde Earl van Bristol en Bisschop van Derry. Hij haalde Soane over om hem te vergezellen naar Napels. In Napels aangekomen maakte Soane een groot aantal excursies, waarbij hij onder andere  Pozzuoli, Cumae, Pompeï en Herculaneum bezichtigde. Toen Soane op 12 maart 1779 terugkeerde naar Rome, waarbij hij onderweg nog een groot aantal excursies maakte, had hij een grote kennis van de Italiaanse architectuur gekregen en had hij bovendien geleerd om vloeiend Italiaans te spreken.
In Rome maakte hij kennis met een aantal Britten, die het plan hadden opgevat om Sicilië te bezoeken. Zij boden Soane aan om hen te vergezellen, waarbij hij bovendien salaris van hen zou ontvangen voor zijn diensten als tekenaar. In april kwam het gezelschap aan in Palermo, waar Soane vooral onder de indruk kwam van de Villa Palagonia. In Sicilië bezocht Soane vervolgens Segesta, Trapani, Selinunte, Licata  en Agrigento, waar Soane kennis maakte met de Oud-Griekse architectuur. Vanuit Sicilië reisde het gezelschap naar Malta en Valletta, om op 2 juni terug te keren in Syracuse, een in de oudheid belangrijke havenplaats van Sicilië. Nadat Soane nog een tweede rondreis door Sicilië maakte, waar hij onder ander Taormina, Messina en de Eolische Eilanden bezocht, keerde hij met het reisgezelschap terug in Napels op 2 juli.
Na een tussenstop in Sorrento keerde Soane terug in Rome, waar hij zijn studie van de Romeinse belangrijke gebouwen voortzette. In augustus maakte hij een volgende reis, dit keer naar het noorden van Italië, samen met de architect Rowland Burdon. Ze bestuurden de architectuur van steden als Ancona, Rimini, Bologna, Parma, Milaan, Verona, Vicenza, Padua en Venetië. In Florence bezochten ze de Accademia delle Arti del Disegno, oftewel de 'Academie van de Kunst van het Tekenen'. Later, in januari 1780, bood de academie Soane een lidmaatschap aan, dat hij accepteerde.
In datzelfde jaar ontving Soane een brief van Frederick Hervey, die een aantal tekenopdrachten aanbood. Op 19 april 1980 verliet Soane Rome in gezelschap met een geestelijke en zijn pupil. Het drietal bezochten onderweg de Villa Farnese, Siena en vervolgens Florence. Hier bezocht Soane het Palazzo Pitti, het Uffizi en andere belangrijke bouwwerken. Na nog een groot aantal Italiaanse steden aangedaan te hebben, waarbij Soane veel steden voor een tweede keer bezocht, kwam het drietal aan bij het Comomeer, om vervolgens de grens met Zwitserland over te steken. In Zwitserland verloor Soane een koffer met een groot aantal boeken, tekeningen, tekengerei en medailles. Via Duitsland en België kwamen ze uiteindelijk aan in Engeland in juni 1780. Soane had zijn reisbeurs en het verdiende geld in Sicilië opgemaakt en had nu een schuld van £120.

### Terug in Engeland
Na een korte tijd in Londen bezocht John Soane Frederick Augustus Hervey in Suffolk, waar de Earl aanvankelijk een nieuw huis wilde laten bouwen door Soane. Hervey had echter zijn plannen gewijzigd en wilde Soane zijn huis in County Londonderry, een plaats in Ierland laten herbouwen. Nadat Soane hem daar opnieuw ontmoette op 27 juli, kregen de twee onenigheid over het ontwerp en haakte Soane af, nadat hij £30 ontvangen had voor de gedane moeite. Soane vertrok naar Allanbank, een plaats in Schotland waar de familie van John Stuart woonde, een kennis die Soane in Rome had opgedaan. In Allanbank maakte Soane plannen voor een huis voor deze familie, maar deze liepen op niets uit en in december 1780 vertrok Soane weer naar Londen. Dankzij zijn nieuwe vrienden die Soane had opgedaan tijdens zijn Grand Tour, kon hij zich enigszins onderhouden met kleine klussen, zoals meetwerken en reparatiewerken. Soane werkte bijvoorbeeld mee aan de reparatiewerken aan Newgate, een gevangenis in Londen die deels verwoest raakte tijdens de anti-katholieke protesten van 1780. Soane bleef dit soort slecht betaalde klussen doen tot in 1782.

## John Soane wordt een succesvolle architect
John Soane kreeg zijn eerste grote opdracht in 1783. Hij moest een nieuw landhuis bouwen in Norfolk dat Letton Hall zou gaan heten. Het door Soane gebouwde landhuis werd vrij bescheiden, maar leidde desalniettemin tot nieuwe opdrachten voor de bouw van Saxlingham Rectory in Saxlingham (1784), Shotesham Hall in Shotesham (1785) en Cricket House in Cricket St Thomas (1786), en de reconstructie van Ryston Hall in 1787.

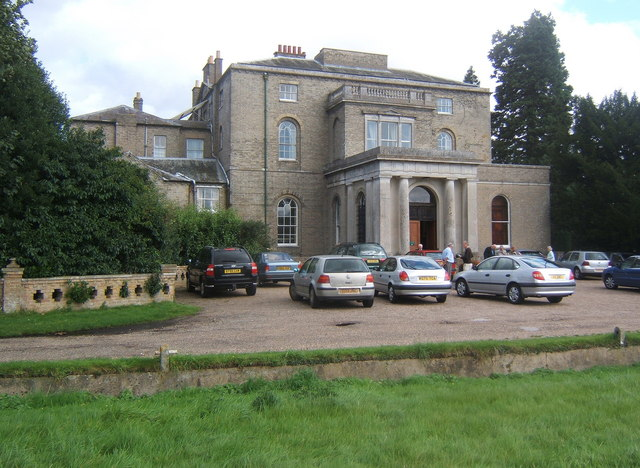
Letton Hall
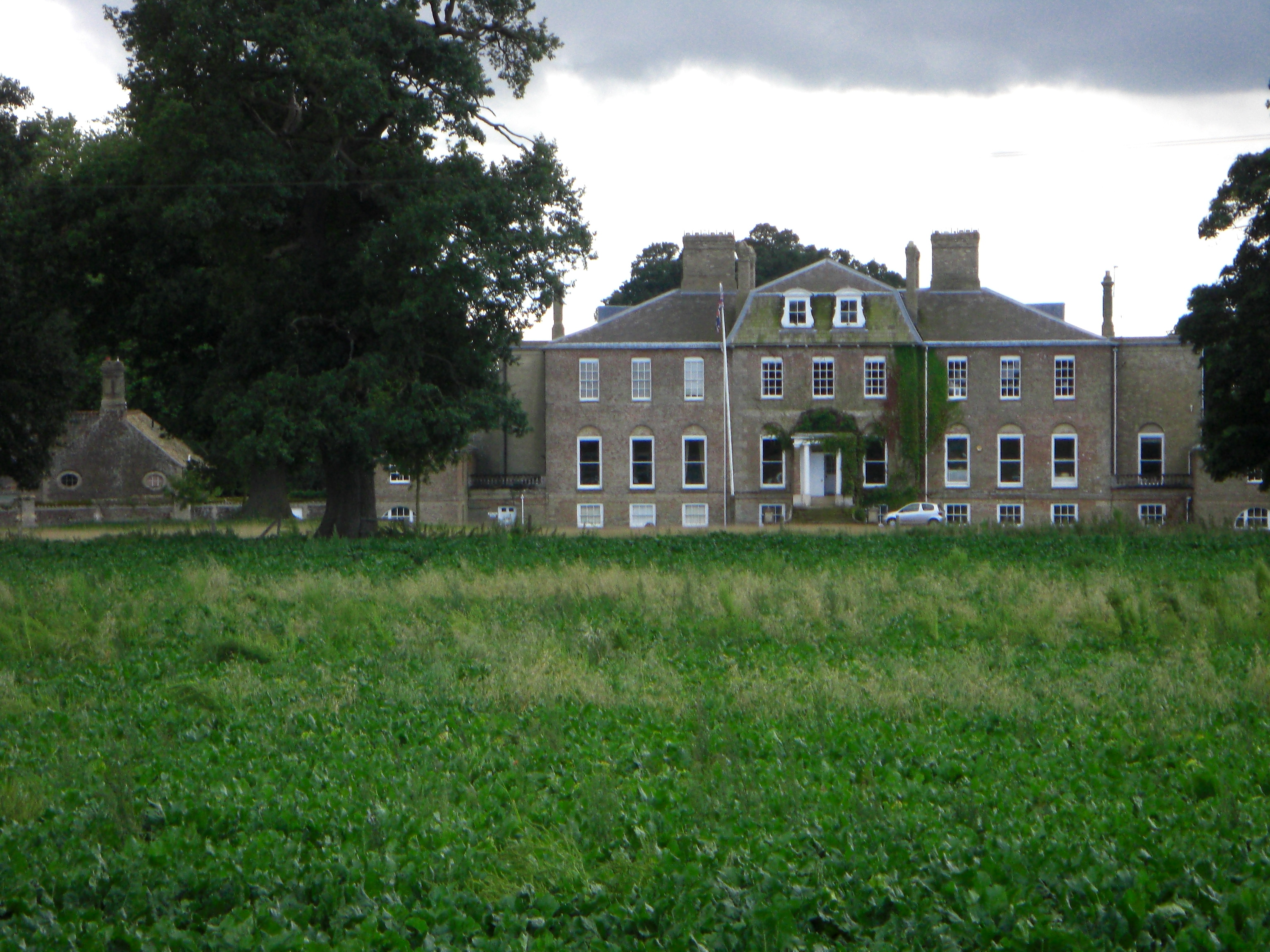
Ryston Hall
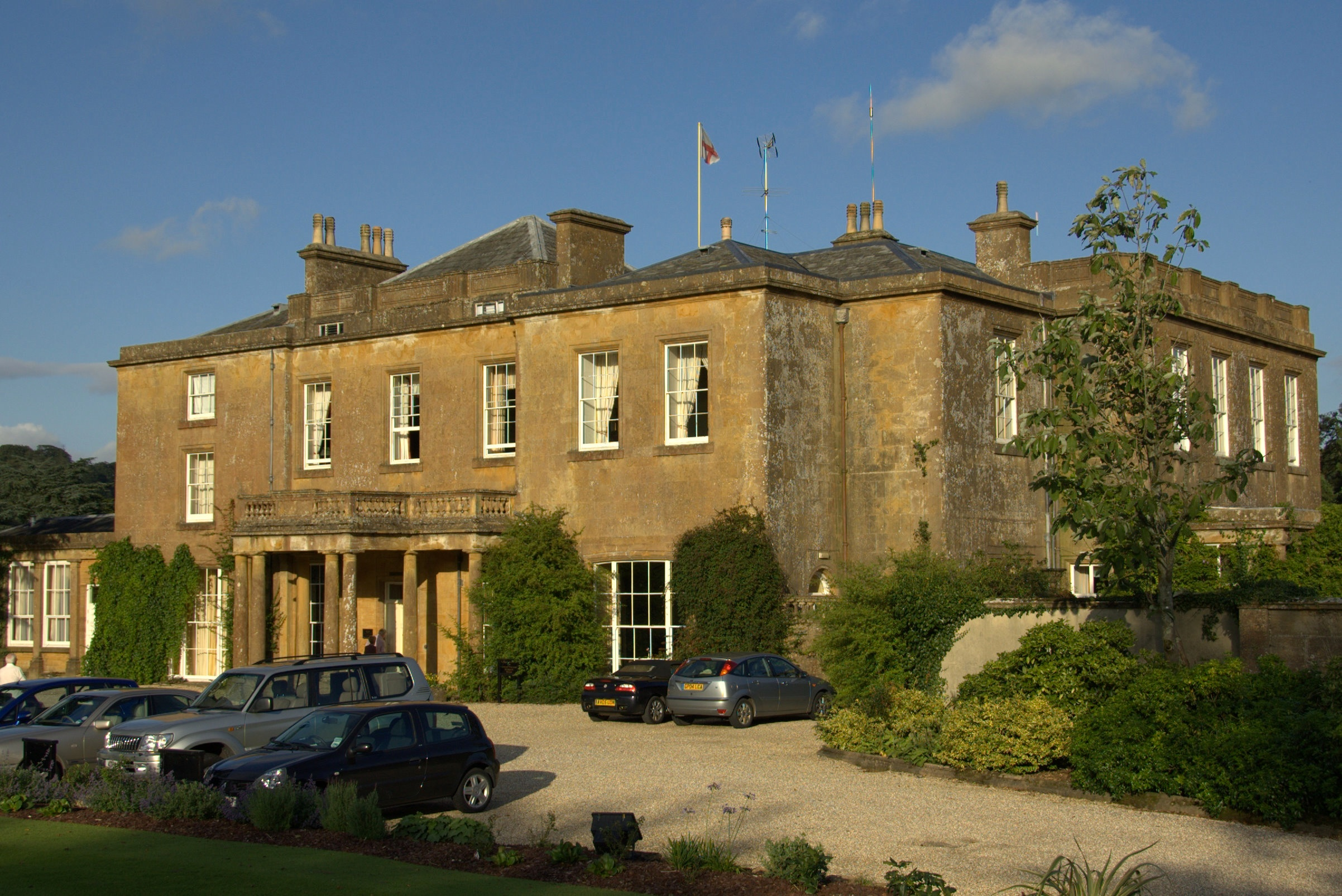
Cricket House

### Gezin

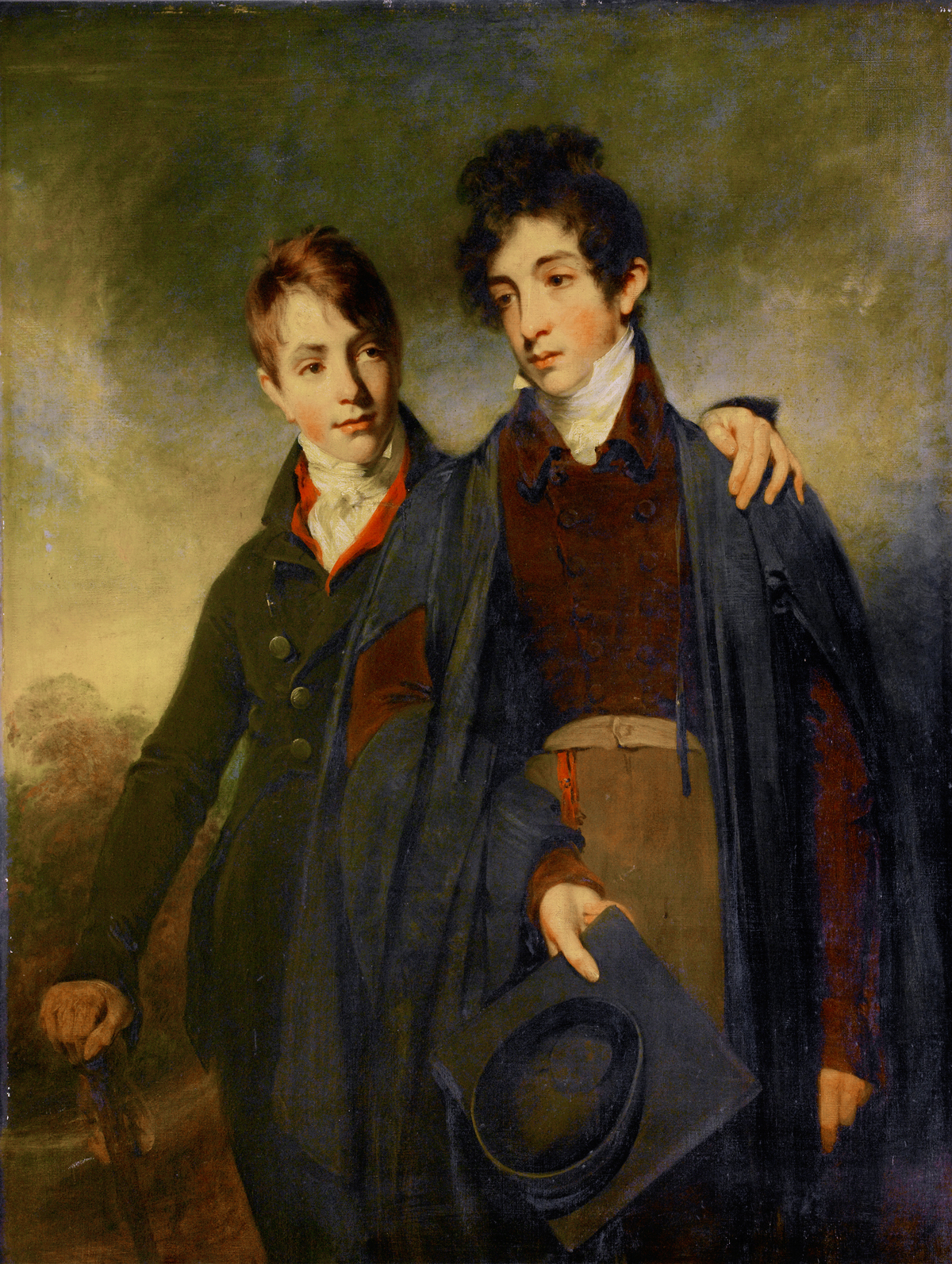
De twee zonen van John Soane: George en John

Op 21 augustus 1784 trouwde John Soane met Elizabeth Smith, een nicht van de Londense aannemer George Wyatt die Soane leerde kennen bij de reconstructiewerken aan Newgate. Op 29 april 1786 werd hun eerste zoon John geboren. Hun tweede zoon, George genaamd werd in december 1787 geboren, maar stierf een half jaar later. De derde zoon, die op 28 september 1789 werd geboren, werd ook George genoemd. Hun vierde zoon, Henry, stierf een jaar na zijn geboorte op 10 oktober 1790 aan kinkhoest.

### Bank of England
Op 16 oktober 1788 werd John Soane aangesteld als opvolger van Robert Taylor als de architect en landmeter voor de Bank of England, een functie die hij tot 1833 zou behouden. Zijn salaris werd op 5% van ongeacht welke bouwkosten aan de bank, uitbetaald per zes maanden. Soane gaf in 45 jaar tijd de bank een compleet nieuw uiterlijk en breidde hem enorm uit.
De Bank of England is Soanes meest bekende werk en het leverde hem een groot aantal nieuwe opdrachten op, waardoor zijn status als gevierde architect werd bevestigd. De architect sir Herbert Baker herbouwde de bank, waarbij hij een groot aantal bouwwerken van Soane liet slopen. Deze herbouw werd door de kunstcriticus Nikolaus Pevsner beschreven als "de grootste architectonische misdaad in Londen van de twintigste eeuw".

### Soanes woningen
George Wyatt, de schoonvader van Soane, stierf in februari 1790 en liet zijn dochter geld en onroerend goed na. Hiertoe behoorde een huis in Southwark, waar Soane zijn kantoor naartoe verplaatste. Op 30 juni 1792 kocht Soane het pand aan 12 Lincoln's Inn Fields voor het bedrag van £2100. Hij liet dit pand vervolgens slopen en bouwde een nieuwe woning naar eigen ontwerp, dat hij betrok op 18 januari 1794. Daarnaast kocht hij op 5 september 1800 Pitzhanger Manor, een buitenhuis in Ealing, Londen. Hij liet het gebouw gedeeltelijk slopen, om het weer naar eigen ontwerp op te bouwen. In 1804 was het gebouw klaar, waarop Soane het gebruikte om zijn vrienden te ontvangen. Hij hield het huis tot 1810, waarna hij het weer verkocht.
In juni 1808 kocht Soane het pand aan 13 Lincoln's Inn Fields voor £4,200. Aanvankelijk verhuurde hij deze woning, maar liet het in 1812 slopen en opnieuw opbouwen, waarbij hij de muren tussen 12 en 13 liet slopen. In oktober 1813 was dit werk gereed. In 1823 kocht Soane bovendien het pand aan 14 Lincoln's Inn Fields, liet het slopen en bouwde het weer op. In dit pand maakte hij zijn Picture Room, die nu nog steeds te bezoeken is. In maart 1825 liet hij het huis herbouwen, zodat het exterieur beter combineerde met die van nummer 12. Tegenwoordig is hier het Sir John Soane's Museum gevestigd. John Soane had in zijn leven een groot aantal kunstvoorwerpen, zoals schilderijen en beeldhouwwerken verzameld. Een groot aantal van deze werken zijn in dit museum te bezichtigen.

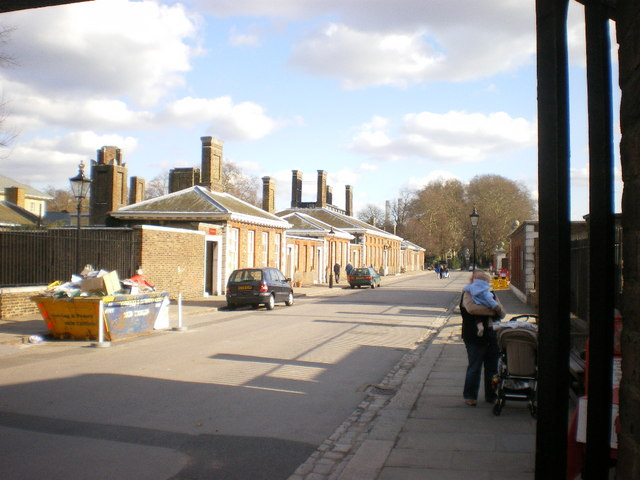
Royal Hospital Chelsea

### Officiële aanstellingen
In oktober 1791 werd John Soane aangesteld als een Clerk of Works (een klerk die de gehele verantwoordelijkheid kreeg over een bouwplaats) voor St. James's Palace, Whitehall en Palace of Westminster. Op 28 maart 1806 kreeg Soane een aanstelling als professor aan de Royal Academy of Arts, maar begon pas drie jaar later les te geven, op 27 maart 1809.
Op 20 januari 1807 kreeg John Soane de verantwoordelijkheid voor de bouwwerken aan het Koninklijk Hospitaal van Chelsea. Hij liet aan het gebouw een groot aantal wijzigingen doorvoeren, zoals een ziekenzaal (verwoest in 1941 tijdens de Tweede Wereldoorlog), een bakkerij, een tuinhuis, een directiekantoor en een rookkamer. In 1813 stierf James Wyatt, de hofarchitect van het koninklijk huis. John Soane kreeg nu deze functie, die hij tot 1832 bleef houden.
Soane was een vrijmetselaar en kreeg in 1821 de opdracht om het vrijmetselaarskwartier in Londen, Freemason's Hall genaamd, uit te breiden met een nieuwe galerij. Het gebouw werd echter gesloopt om plaats te maken voor het huidige gebouw.

### Ontwerp voor een koninklijk paleis

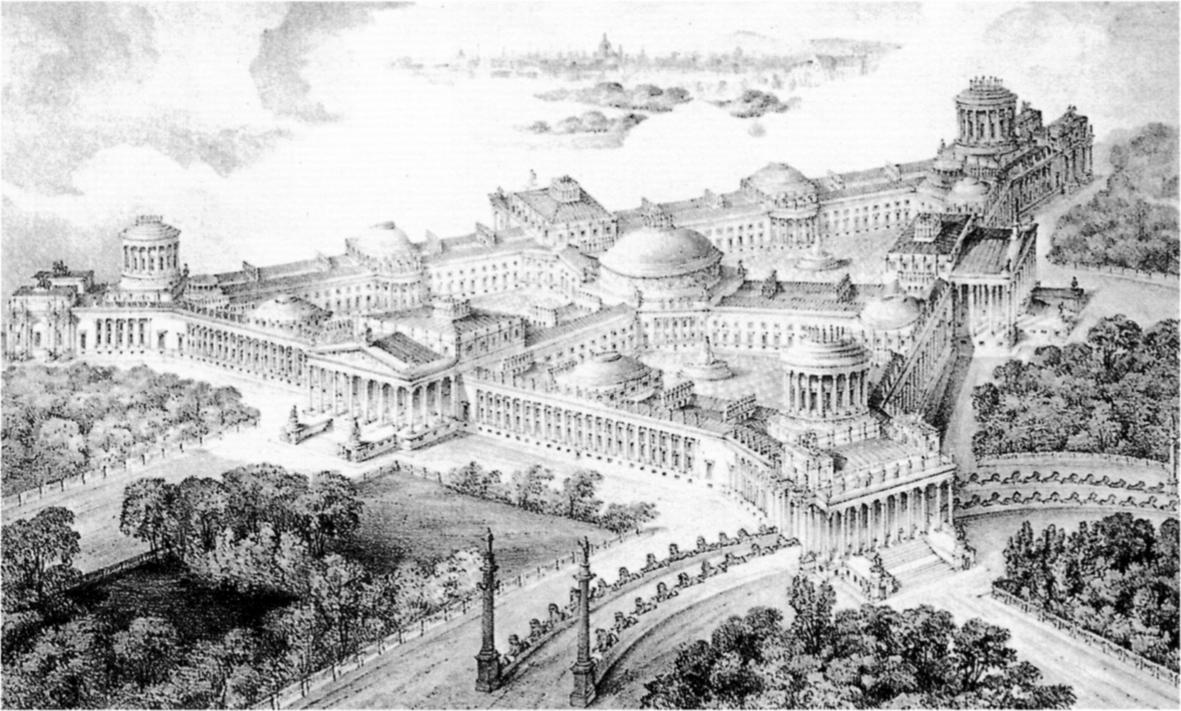
Een ontwerp van John Soane uit 1821 voor een koninklijk paleis

Een van Soanes grootste ontwerpen was die voor een nieuw koninklijk paleis in Londen. Hij vervaardigde een groot aantal ontwerpen in de jaren '20, waarvan een groot aantal een ongebruikelijk grondplan lieten zien. Het totale gebouw op een serie ontwerpen was driehoekig, met grote portieken in elke hoek en in het midden van elke gevel. Het centrum van het gebouw bestond uit een lage koepel, die door middel van aaneengesloten kamers met de ingangen aan de drie zijkanten verbonden waren. Het is niet bekend of dit serieuze ontwerpen waren, of slechts vluchtige experimenten.

## Laatste jaren

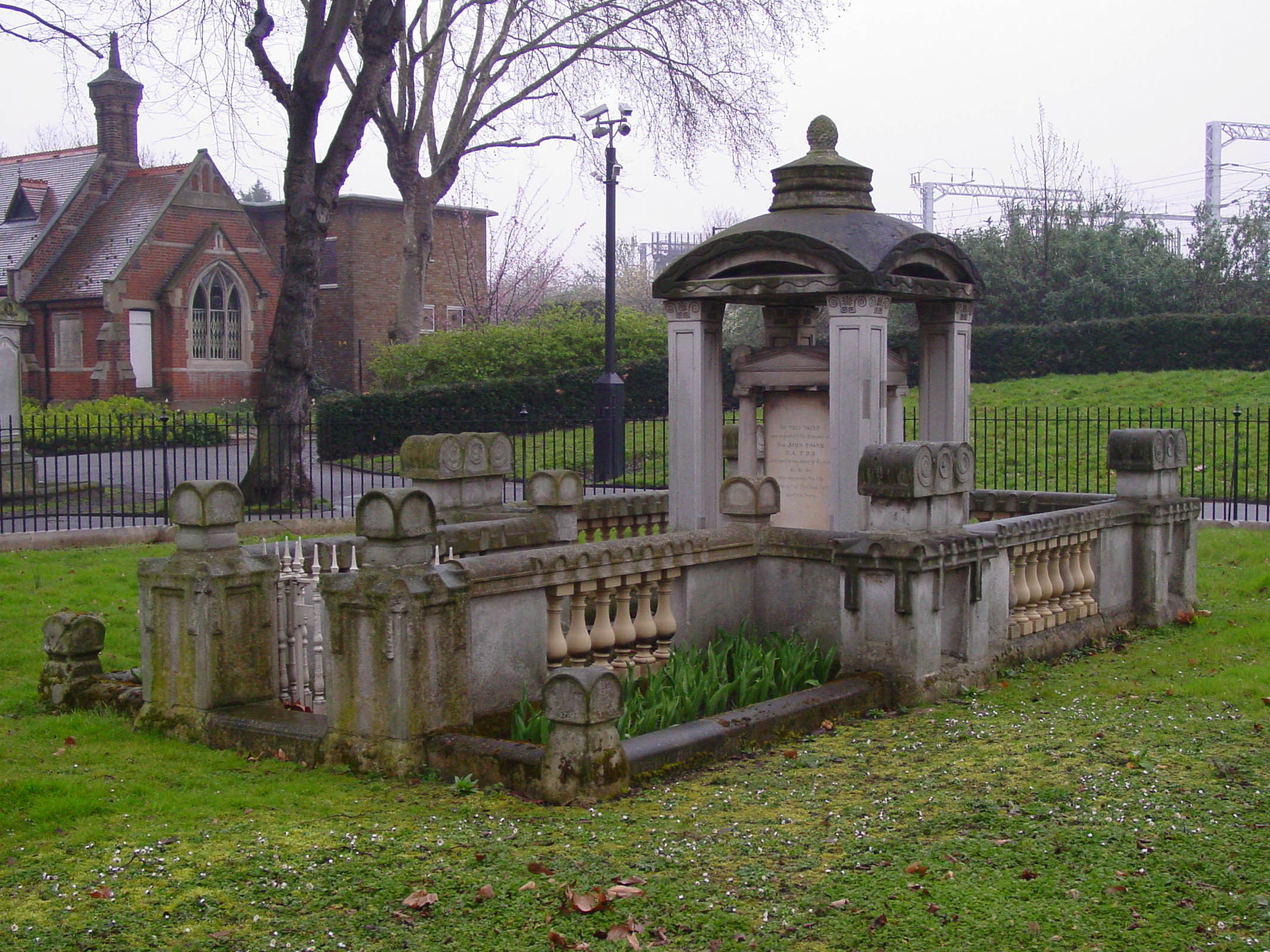
Sir John Soanes familiegraf in het kerkhof van de St. Pancras Oude Kerk in Londen

Op 21 september 1831 werd John Soane geridderd door koning Willem IV Hendrik. Soane stierf in zijn huis in 13 Lincoln's Inn Field op 20 januari 1837. Na een begrafenis in besloten kring werd hij begraven in het familiegraf in het kerkhof van de St. Pancras Oude Kerk in Londen.

## Gepubliceerde werken
- Designs in Architecture, Consisting of Plans  for Temples, Baths, Casines, Pavilions, Garden-Seats, Obelisks and Other Buildings, 1778, tweede druk in 1797
- Plans of Buildings Erected in the Counties of Norfolk, Suffolk, etc., 1788
- Sketches in Architecture Containing Plans of Cottages, Villas and Other Useful Buildings, 1793
- Plans, Elevations and Perspective Views of Pitzhanger Manor House, 1802
- Designs for Public and Private Buildings, 1828
- Descriptions of the House and Museum Lincoln's Inn Fields, 1830, herdrukken in 1832, 1835 en 1836
- Memoirs of the Professional Life of an Architect, 1835

## Overzicht van enkele werken

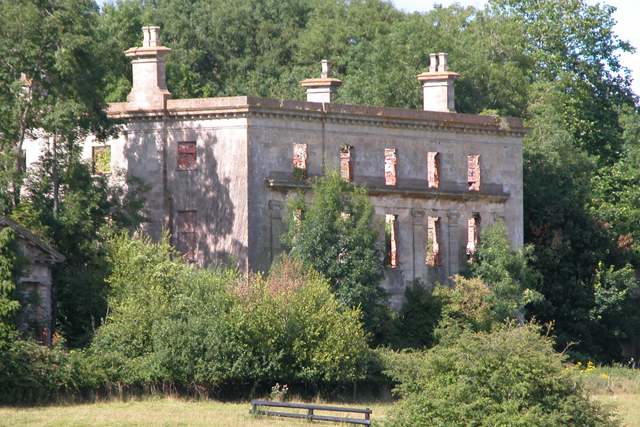
Piercefield House 1788–1793
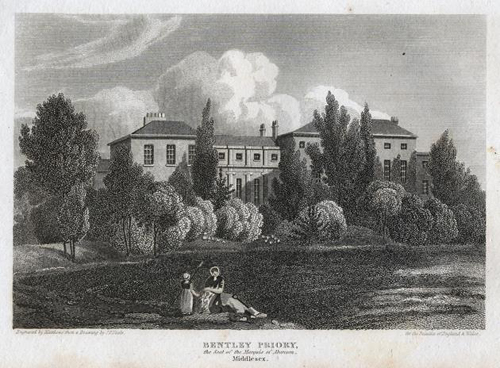
Bentley Priory 1788-1801
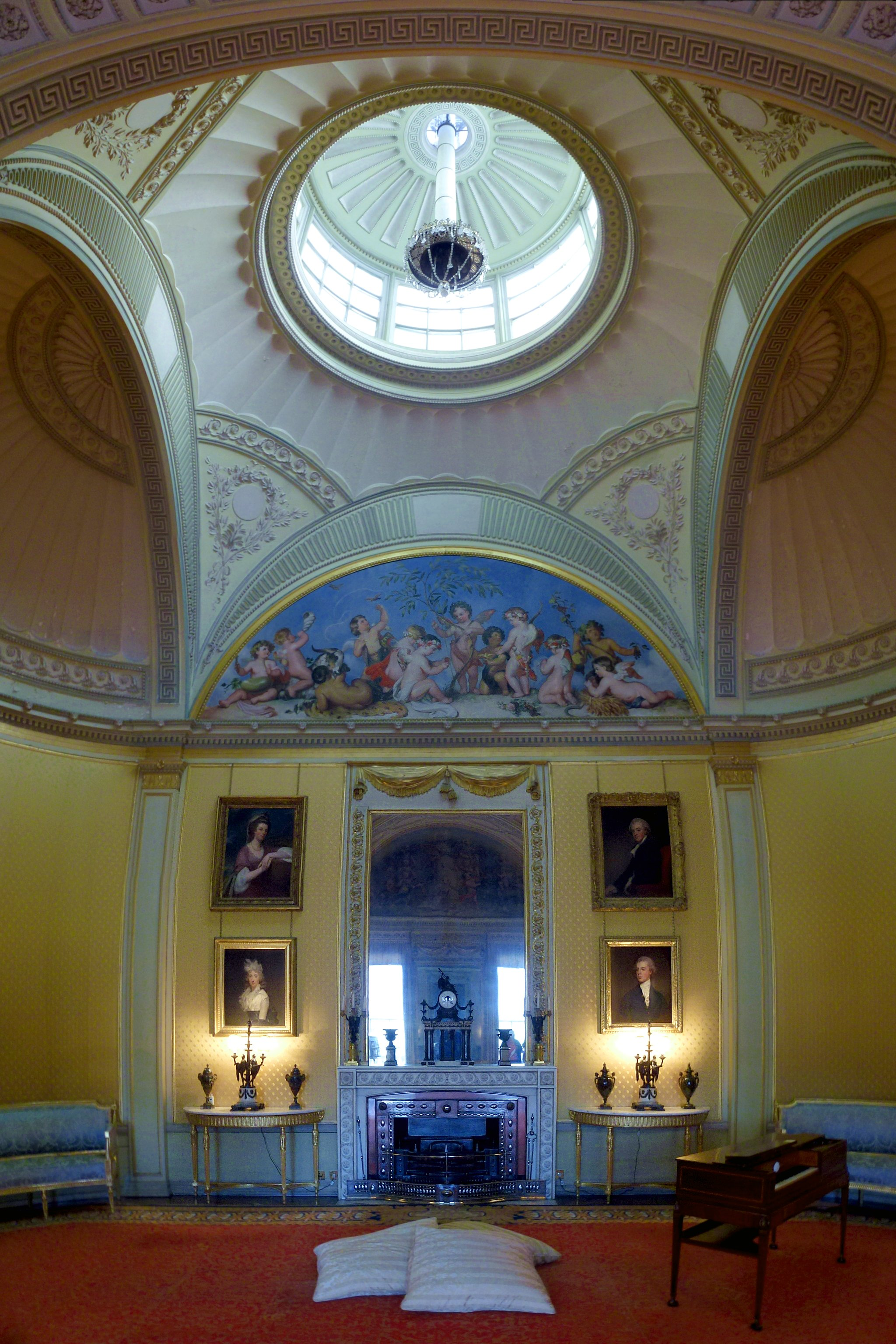
Yellow Drawing Room in Wimpole Hall 1791-1793
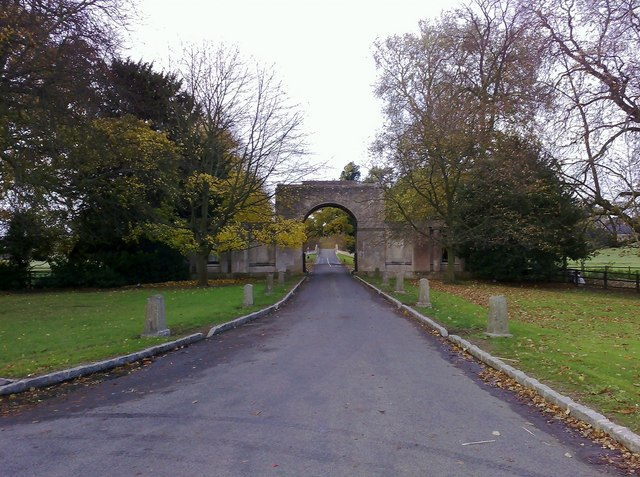
Gatehouse, Tyringham, 1792
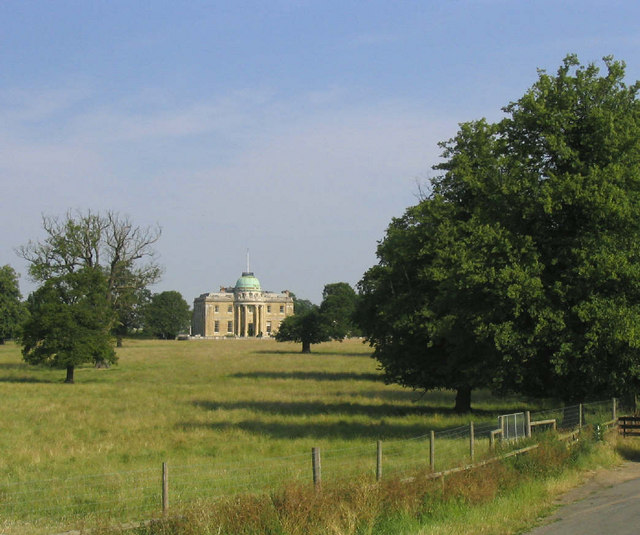
Tyringham Hall 1793-1800
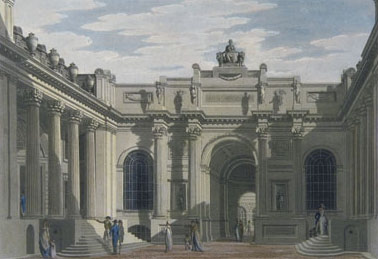
Lothbury Court, Bank of England 1797–1800
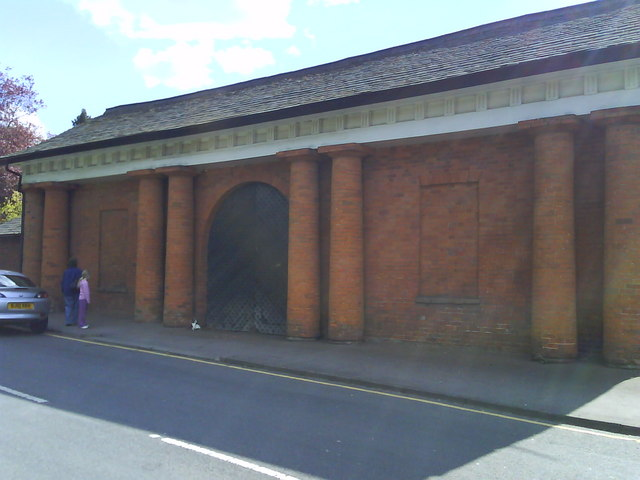
The Barn, Malvern Hall 1798
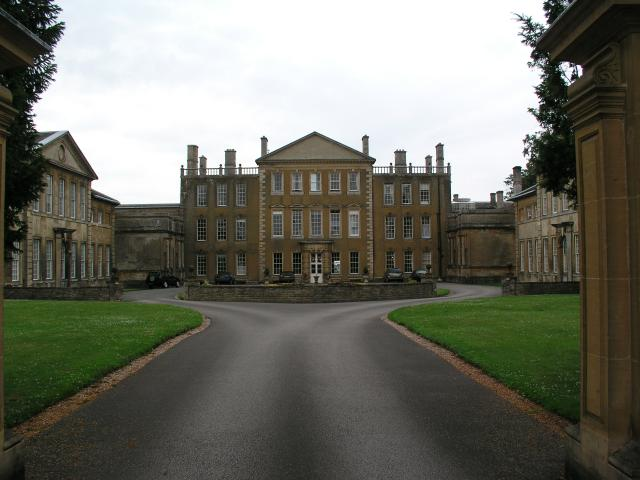
Aynho Park, Northamptonshire, gerenoveerd in 1798
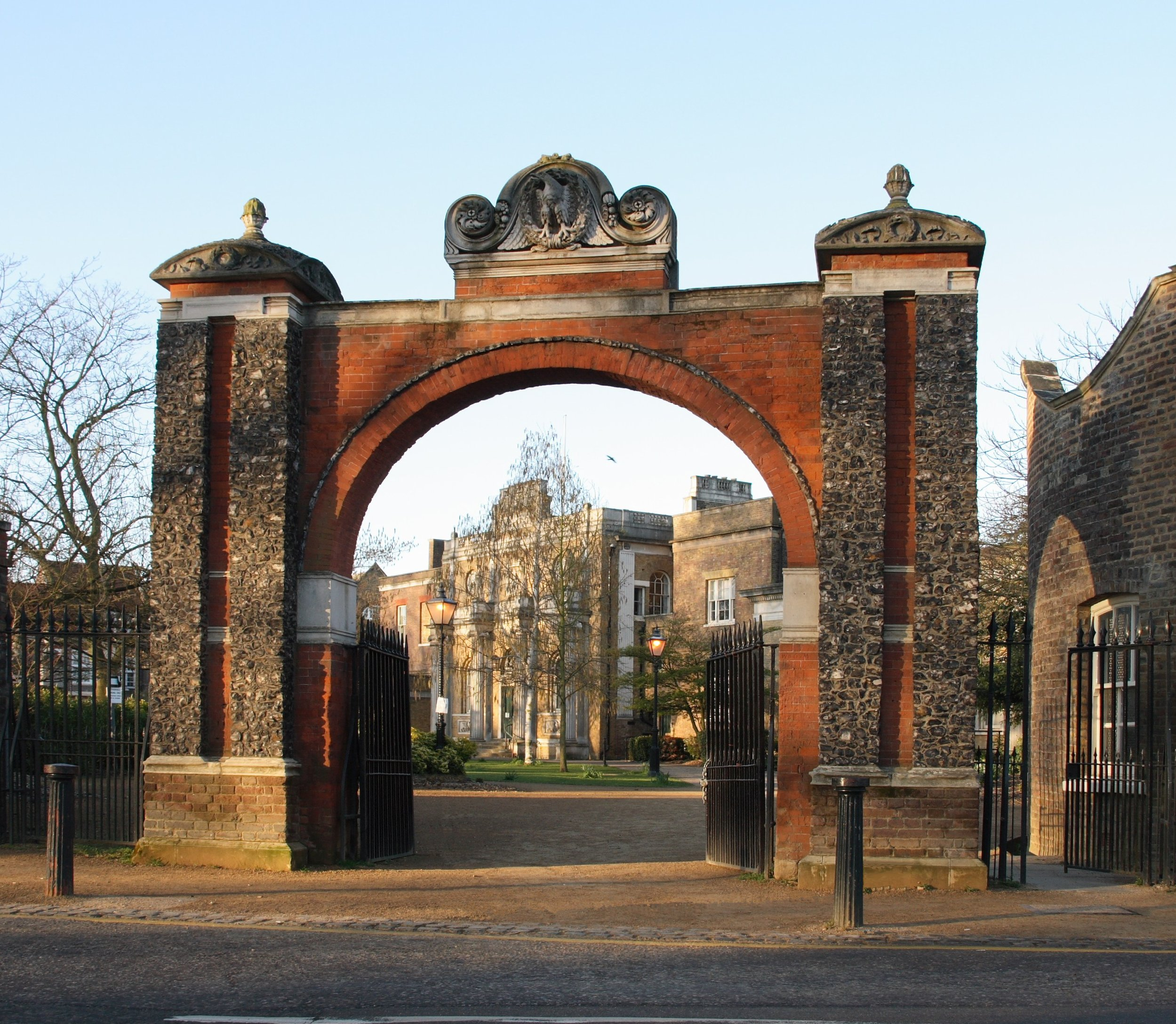
Poort in Pitzhanger Manor ca. 1803
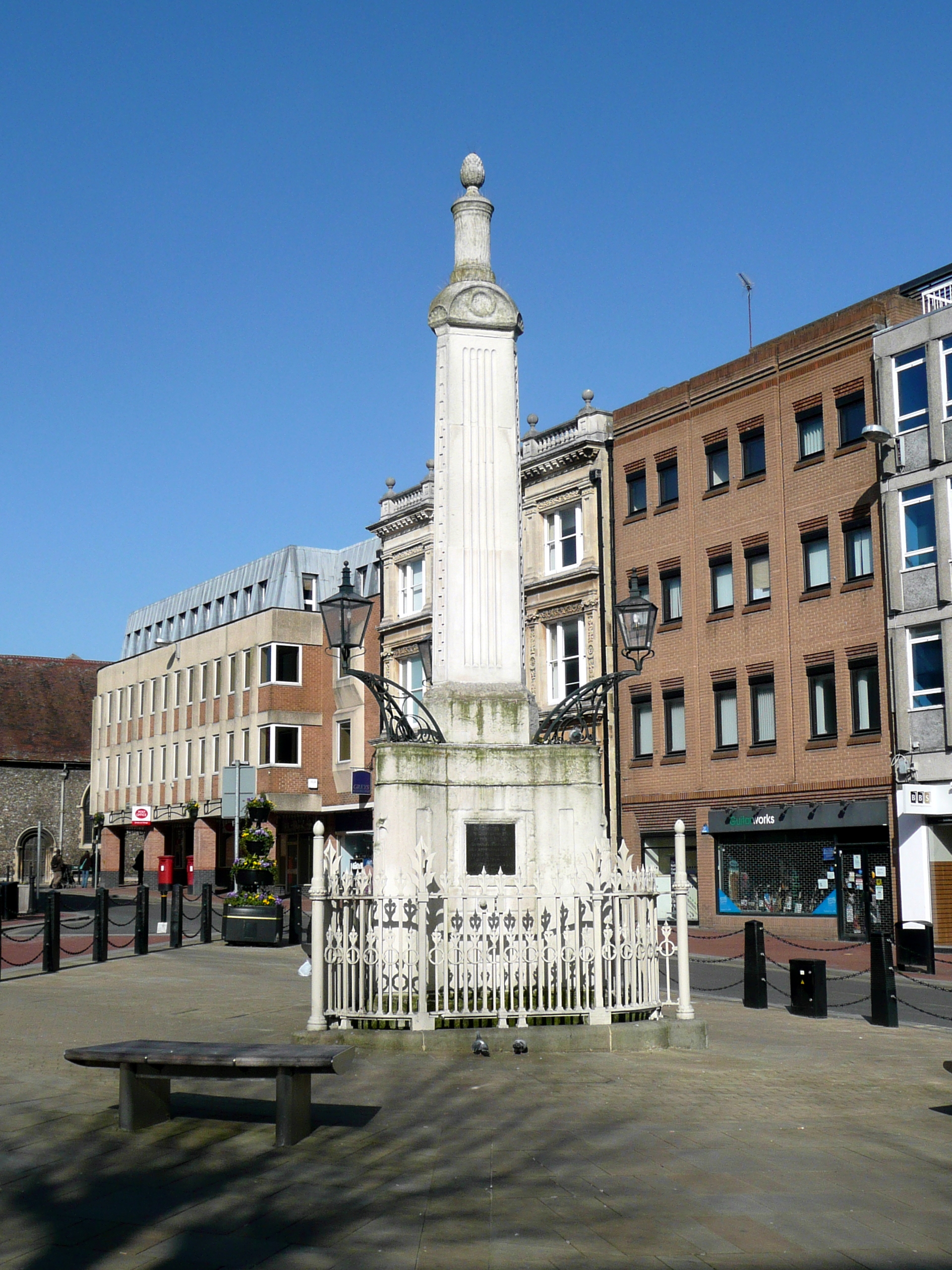
Simeon Monument, Reading 1804
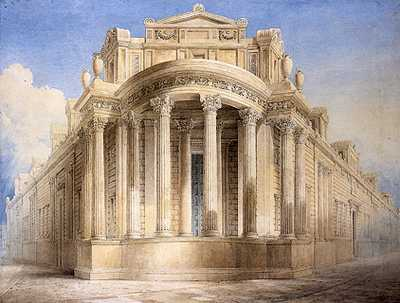
Bank of England 'Tivoli Corner' 1805
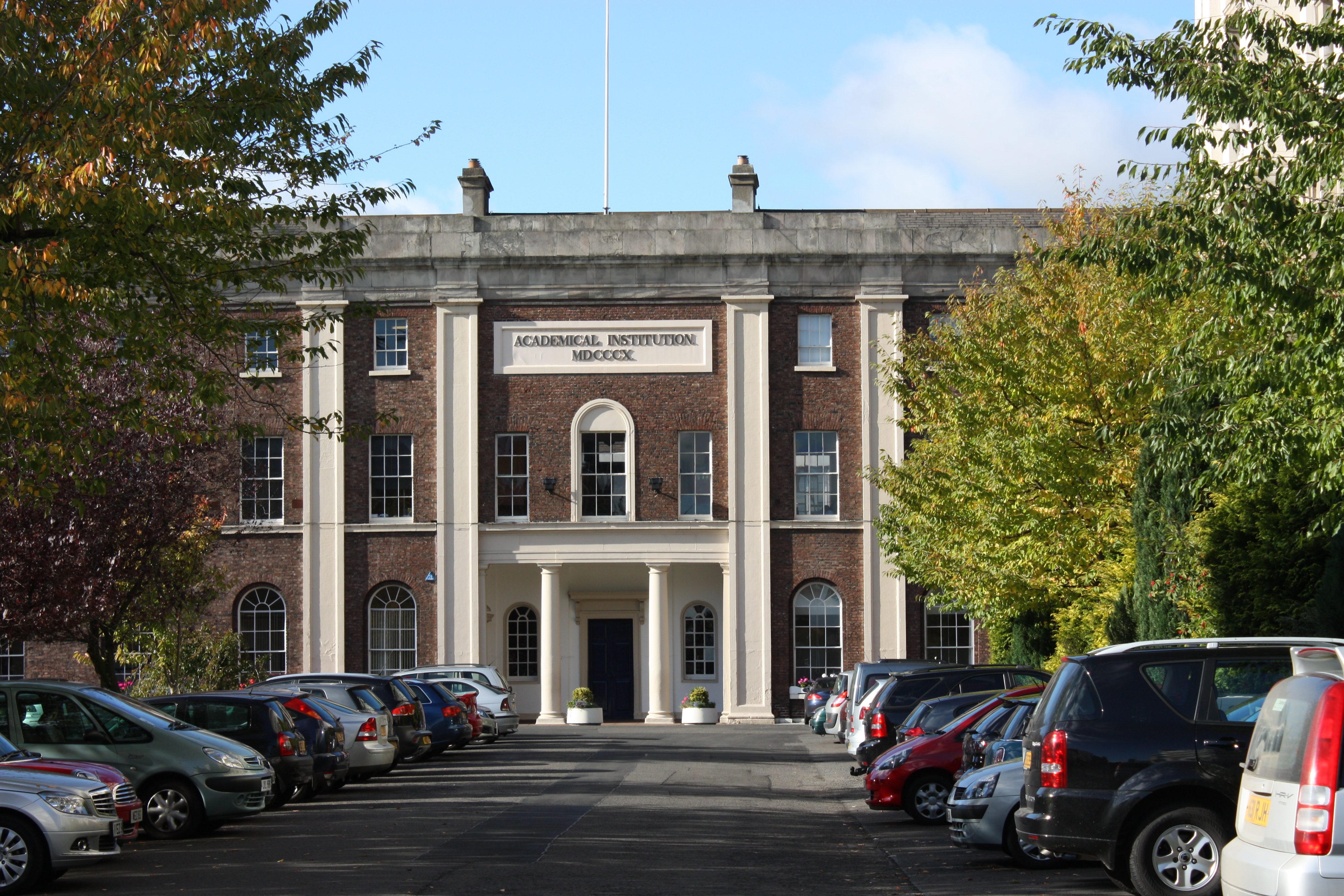
Royal Belfast Academical Institution 1809–1814
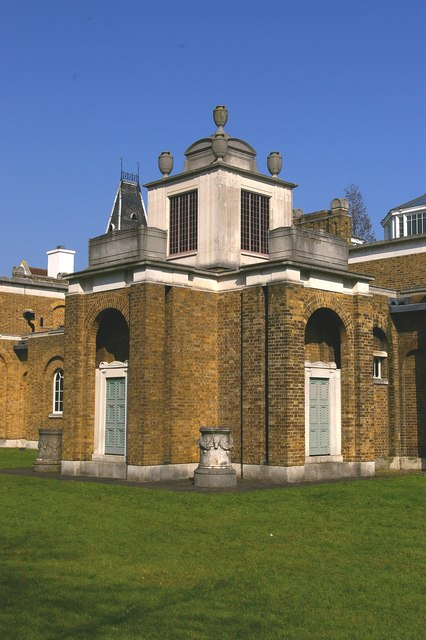
Dulwich Picture Gallery 1811–1817
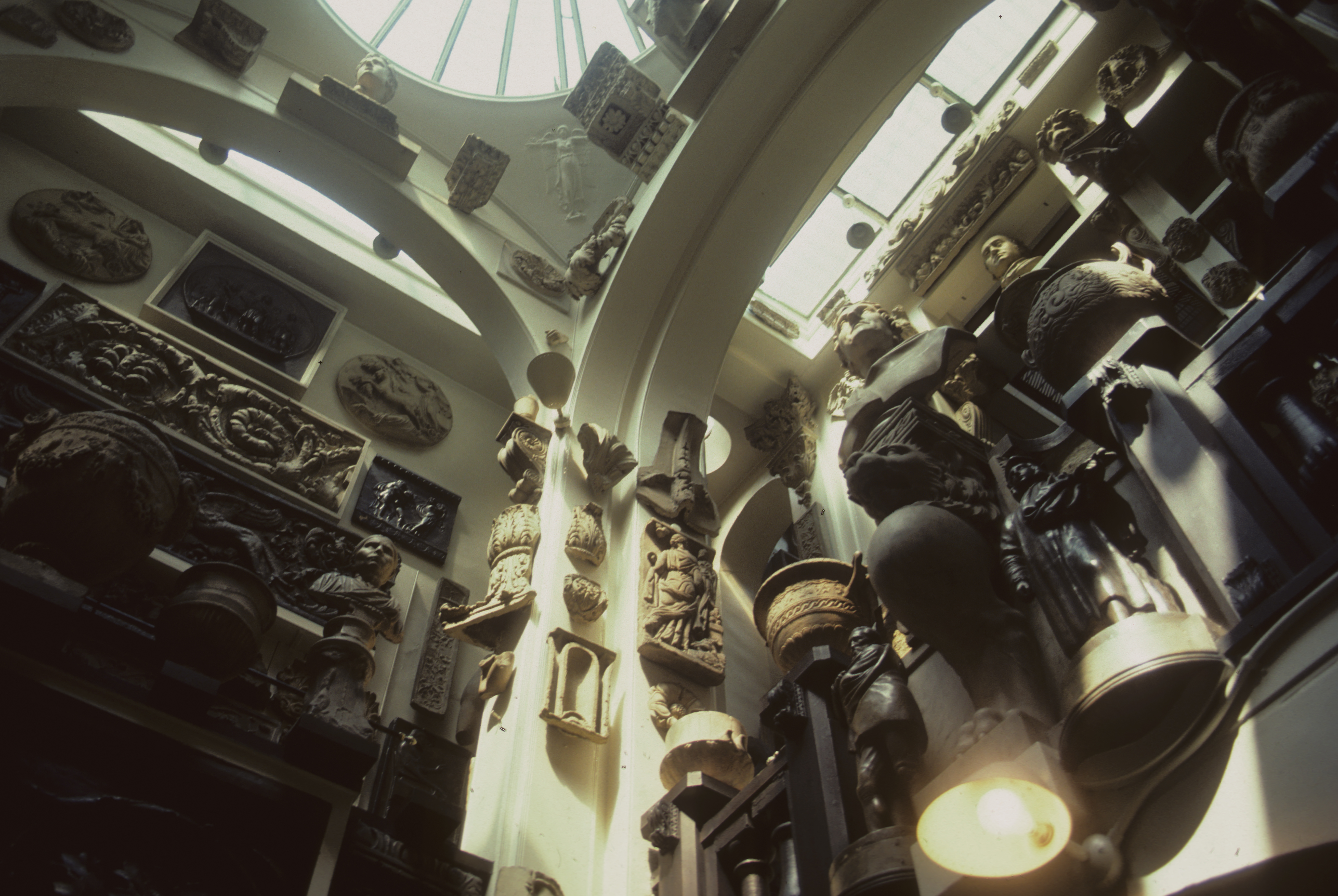
The Dome, Soane Museum 1813
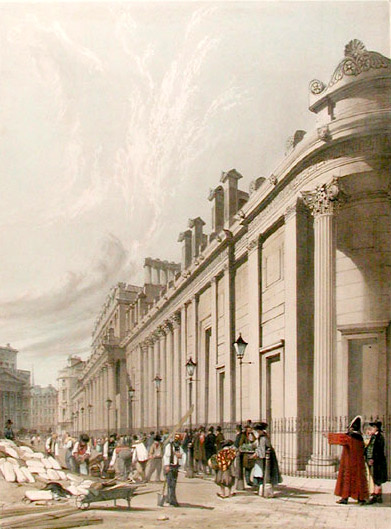
Bank of England, gevel aan de Threadneedle Street, 1818-1827
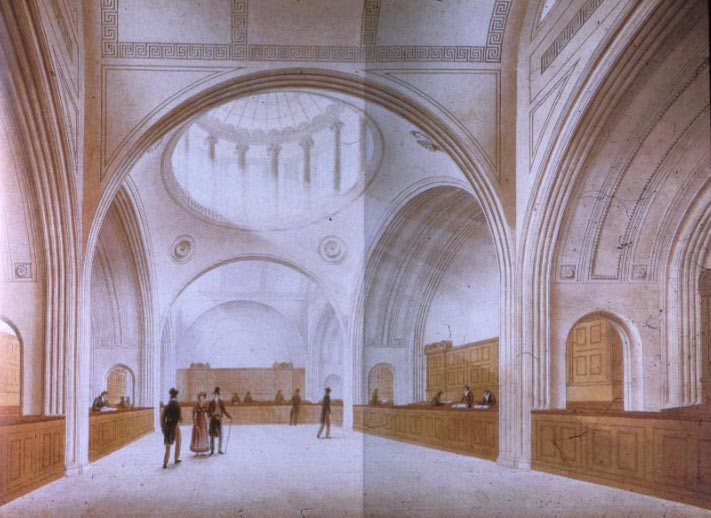
Dividend Office, Bank of England 1818–1827
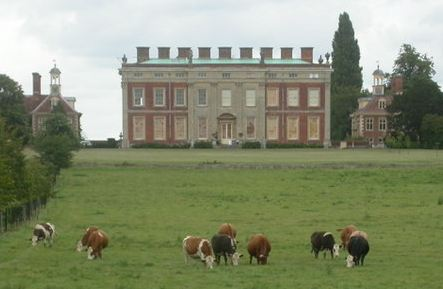
Wotton House, Buckinghamshire, gerenoveerd in 1820
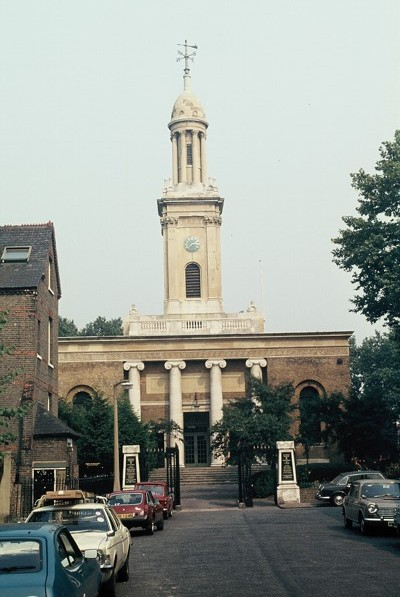
St Peter's Walworth 1822–1823
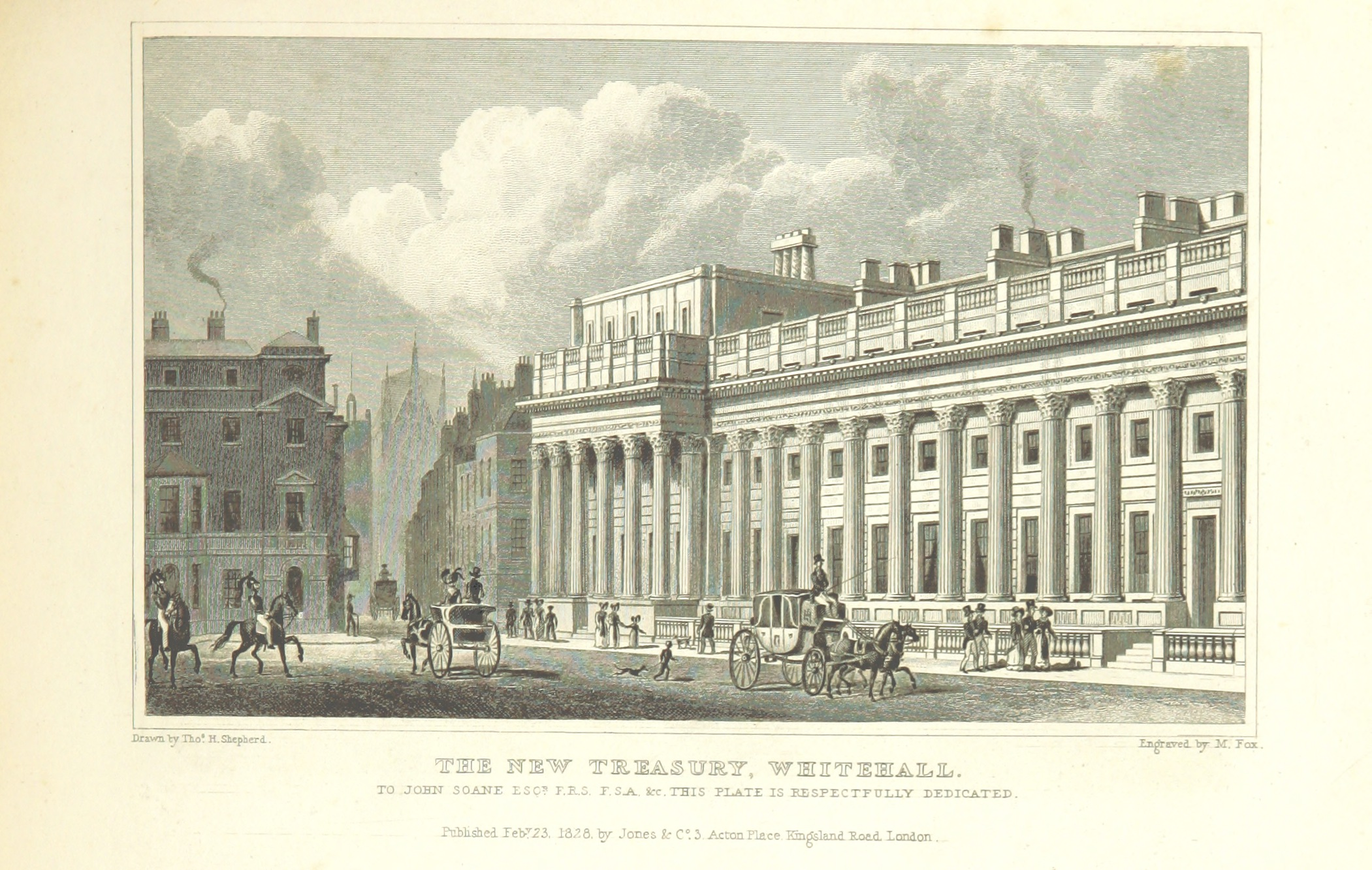
Former Treasury Whitehall, 1823–24
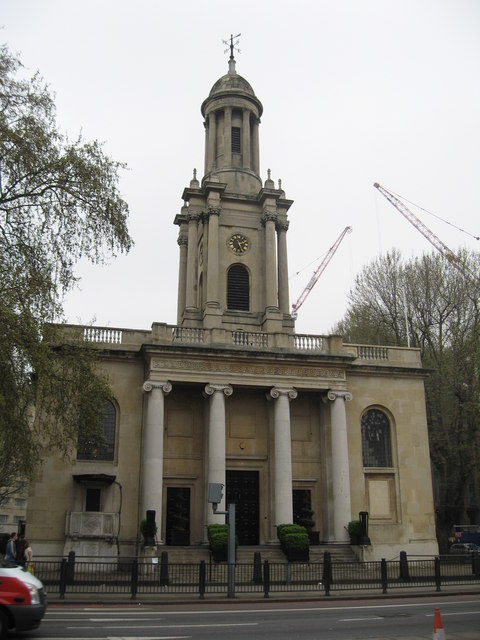
Holy Trinity Church, Marylebone 1824–1826
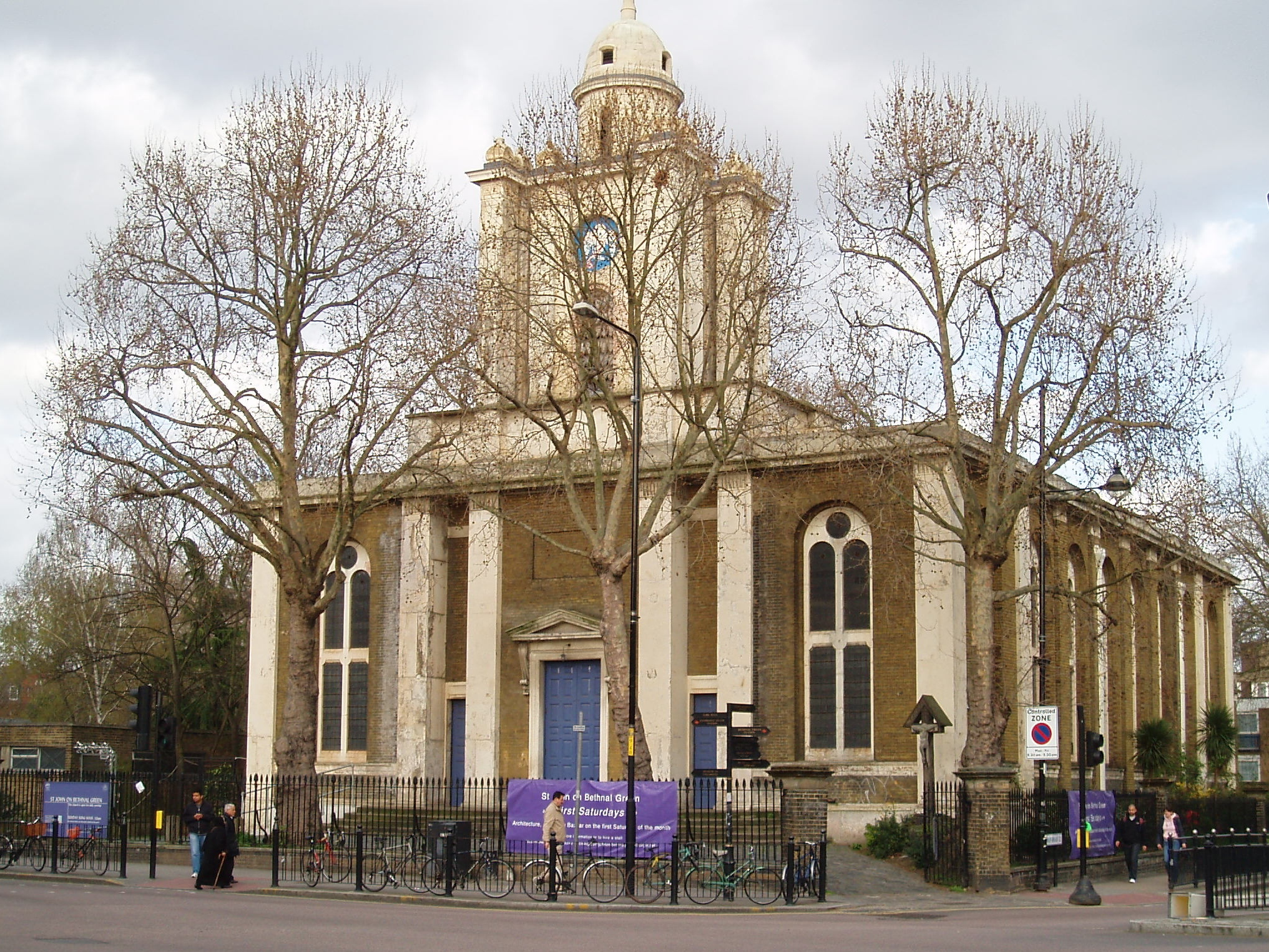
St John Bethnal Green 1826–1828

- Auckland Art Gallery Toi o Tāmaki: 1941
- Bibsys: 90542985
- Biblioteca Nacional de España: XX1276071
- Bibliothèque nationale de France: cb124041638 (data)
- Catàleg d'autoritats de noms i títols de Catalunya: 981058515028906706
- Gemeinsame Normdatei: 118797832
- International Standard Name Identifier: 0000 0000 8388 7444
- Library of Congress Control Number: n81103691
- Bibliotheek van het Japanse parlement: 00621487
- Nationale Bibliotheek van Tsjechië: jn20020215001
- Nationale bibliotheek van Australië: 35816134
- Nationale Bibliotheek van Israël: 987007279954205171
- Nationale en Universitaire bibliotheek Zagreb: 000507743
- Nederlandse Thesaurus van Auteursnamen: 069740046
- Réseau des bibliothèques de Suisse occidentale: 02-A003841119
- RKD-Nederlands Instituut voor Kunstgeschiedenis: 73725
- Istituto Centrale per il Catalogo Unico: CFIV114346
- LIBRIS: 211451
- SNAC: w6s18p0m
- Système universitaire de documentation: 027780031
- Trove: 1100445
- Union List of Artist Names: 500001142
- Virtual International Authority File: 64091788
- WorldCat: E39PBJcBYWvv88TRCdTrxFTrbd